# FIBA Europapokal der Landesmeister 1970/71
Die Saison 1970/71 war die 14. Spielzeit des FIBA Europapokal der Landesmeister, der von der FIBA Europa veranstaltet wurde.
Den Titel gewann zum vierten Mal ZSKA Moskau aus der Sowjetunion.

## Modus
An der Endrunde nahmen die 16 Meister der jeweiligen nationalen Liga teil, inklusive Titelverteidiger Ignis Pallacanestro Varese. Zuerst wurde eine Qualifikation gespielt. Die Sieger der Spielpaarungen wurden in Hin- und Rückspiel ermittelt. Entscheidend war das gesamte Korbverhältnis beider Spiele. 
Die Sieger der Spielpaarungen im Achtelfinale, in der Top-8-Gruppenphase, sowie im Halbfinale wurden ebenfalls in Hin- und Rückspiel ermittelt. Das Finale wurde in einem Spiel an einem neutralen Ort ausgetragen.

## 1. Runde (Qualifikation)
|                                 | Gesamt  |                           | Hinspiel | Rückspiel |
| ------------------------------- | ------- | ------------------------- | -------- | --------- |
| BBC Etzella                     | 131:177 | TuS 04 Leverkusen         | 72:99    | 59:78     |
| CJS Aleppo                      | 137:201 | BK Akademik Sofia         | 69:89    | 68:112    |
| CS Dinamo Bukarest              | 216:136 | Union Firestone Ehgartner | 115:56   | 101:80    |
| Technische Universität Istanbul | 2:0 1   | KS Partizan Tirana        | 2:0      | —         |
| Virum BK Kopenhagen             | 105:259 | TJ Slavia Prag            | 63:113   | 42:146    |
| Alvik BK                        | 132:217 | Real Madrid               | 80:99    | 52:118    |
| Tapion Honka Espoo              | 127:243 | WKS Śląsk Wrocław         | 66:66    | 61:78     |
| Fath US Rabat                   | 124:179 | AEK Athen                 | 80:84    | 44:95     |
| Benfica Lissabon                | 133:230 | Honvéd Budapest           | 67:112   | 66:118    |

## Teilnehmer an der Endrunde
| Belgien                       | 1 | Standard Lüttich BC             |
| Bulgarien                     | 1 | Akademik Sofia                  |
| BR Deutschland                | 1 | TuS 04 Leverkusen               |
| Frankreich                    | 1 | Olympique d’Antibes             |
| Griechenland                  | 1 | AEK Athen                       |
| Israel                        | 1 | Maccabi Tel Aviv                |
| Italien                       | 1 | Ignis Pallacanestro Varese      |
| Jugoslawien                   | 1 | ASK Olimpija Ljubljana          |
| Rumänien                      | 1 | CS Dinamo Bukarest              |
| Sowjetunion                   | 1 | ZSKA Moskau                     |
| Spanien                       | 1 | Real Madrid                     |
| Tschechoslowakei              | 1 | TJ Slavia Prag                  |
| Polen                         | 1 | WKS Śląsk Wrocław               |
| Türkei                        | 1 | Technische Universität Istanbul |
| Ungarn                        | 1 | Honvéd Budapest                 |
| Vereinigte Arabische Republik | 1 | Al-Zamalek Kairo                |

## Achtelfinale
|                                 | Gesamt  |                        | Hinspiel | Rückspiel |
| ------------------------------- | ------- | ---------------------- | -------- | --------- |
| Ignis Pallacanestro Varese      | 162:119 | TuS 04 Leverkusen      | 90:50    | 72:69     |
| Standard Lüttich BC             | 169:159 | Maccabi Tel Aviv       | 107:86   | 62:74     |
| BK Akademik Sofia               | 176:146 | CS Dinamo Bukarest     | 82:56    | 94:90     |
| Technische Universität Istanbul | 154:169 | TJ Slavia Prag         | 77:66    | 77:103    |
| Al-Zamalek Kairo                | 127:174 | Real Madrid            | 73:87    | 54:87     |
| WKS Śląsk Wrocław               | 149:163 | ASK Olimpija Ljubljana | 60:74    | 94:89     |
| Olympique d’Antibes             | 158:152 | AEK Athen              | 70:58    | 88:94     |
| ZSKA Moskau                     | 195:139 | Honvéd Budapest        | 102:72   | 93:67     |

## Gruppenphase (Top 8)
Die Sieger der Spielpaarungen in der Gruppenphase wurden in Hin- und Rückspiel ermittelt. Entscheidend war das Gesamtergebnis beider Spiele. Wer dies für sich entschied, bekam den Sieg gutgeschrieben.
Bei Punktgleichheit zweier oder dreier Teams entschied nicht das Korbverhältnis, sondern der direkte Vergleich untereinander.

### Gruppe A
| Team                          | Sp | S | N | P+  | P-  |
| ----------------------------- | -- | - | - | --- | --- |
| 1. Ignis Pallacanestro Varese | 3  | 3 | 0 | 515 | 426 |
| 2. TJ Slavia Prag             | 3  | 2 | 1 | 506 | 508 |
| 3. ASK Olimpija Ljubljana     | 3  | 1 | 2 | 451 | 470 |
| 4. Olympique d’Antibes        | 3  | 0 | 3 | 461 | 529 |

|           | Varese | Prag  | Ljubljana    | Antibes |
| --------- | ------ | ----- | ------------ | ------- |
| Varese    | *      | 94:78 | 85:68        | 95:65   |
| Prag      | 72:89  | *     | 101:78 n. V. | 100:80  |
| Ljubljana | 73:71  | 76:58 | *            | 89:81   |
| Antibes   | 70:81  | 91:97 | 74:67        | *       |

### Gruppe B
| Team                   | Sp | S | N | P+  | P-  |
| ---------------------- | -- | - | - | --- | --- |
| 1. ZSKA Moskau         | 3  | 3 | 0 | 512 | 417 |
| 2. Real Madrid         | 3  | 2 | 1 | 474 | 433 |
| 3. BK Akademik Sofia   | 3  | 1 | 2 | 509 | 495 |
| 4. Standard Lüttich BC | 3  | 0 | 3 | 442 | 592 |

|         | Moskau | Madrid | Sofia  | Lüttich |
| ------- | ------ | ------ | ------ | ------- |
| Moskau  | *      | 73:66  | 95:74  | 111:70  |
| Madrid  | 58:60  | *      | 100:79 | 103:71  |
| Sofia   | 81:78  | 73:66  | *      | 95:57   |
| Lüttich | 66:97  | 79:79  | 99:107 | *       |

## Halbfinale
|                            | Gesamt  |             | Hinspiel | Rückspiel |
| -------------------------- | ------- | ----------- | -------- | --------- |
| Ignis Pallacanestro Varese | 148:133 | Real Madrid | 82:59    | 66:74     |
| TJ Slavia Prag             | 150:162 | ZSKA Moskau | 83:68    | 67:94     |

## Finale
Das Endspiel fand in Antwerpen statt.
|             | Ergebnis |                            |
| ----------- | -------- | -------------------------- |
| ZSKA Moskau | 67:53    | Ignis Pallacanestro Varese |

- Final-Topscorer:  Sergei Below (ZSKA Moskau): 24 Punkte